# Pilot Mountain (Carolina del Nord)
La Pilot Mountain è un monadnock, cioè una montagna che si eleva isolata nella pianura, costituito da quarzite metamorfica e situato nei pressi della cittadina di Pilot Mountain, nello Stato americano della Carolina del Nord.

## Caratteristiche
La struttura rocciosa, che si innalza fino a 738 m sul livello del mare, è il residuo dell'antica catena delle Sauratown Mountains. La denominazione deriva dall'appellativo con cui i nativi americani della tribù dei Saura o Cheraw chiamavano la montagna: "Jomeokee", che nella loro lingua significa grande guida o pilota, in quanto la struttura rocciosa è visibile da grande distanza e costituisce una caratteristica geografica nettamente distinguibile nel territorio della Carolina del Nord.
Il monadnock è caratterizzato da due vette, il Big Pinnacle (Grande Pinnacolo) e il Little Pinnacle (Piccolo Pinnacolo). Il Big Pinnacle (detto anche "The Knob", cioè Il Pomello) è caratterizzato da pareti verticali di roccia nuda e molto colorata, con la sommità arrotondata e ricoperta di vegetazione e che si innalza di circa 430 m al di sopra del livello del terreno circostante.
Alla base della montagna c'è il centro di accoglienza dei visitatori. Percorrendo sentieri escursionistici si può poi arrivare fino al punto panoramico del Little Pinnacle o compiere altri percorsi.
La depressione arrotondata, detta la sella, che separa il Big e il Little Pinnacle è visibile dalla lontano e in particolare dalla strada statale US Route 52, e forma un aspetto caratteristico della montagna.

## Clima
Il clima dell'area è umido e subtropicale. La temperatura media è di 14 °C. Il mese più caldo è agosto con 24 °C e il mese più freddo è dicembre con 2 °C.
La piovosità media è di 1.369 millimetri all'anno. Il mese più umido è luglio con 158 mm di pioggia, mentre il più secco è ottobre con 72 mm.